# CRASH (PENICILLINの曲)
「CRASH」（クラッシュ）は、PENICILLINの8枚目のシングル。

## 概要
「make love」から、4か月ぶりのシングル。

## 収録曲
1. CRASH (4:48)
作詞:HAKUEI、作曲:PENICILLIN、編曲:PENICILLIN&重盛美晴
2. Blue Moon (Live at Nakano Sunplaza March 27th 1998) (4:02)
作詞:HAKUEI、作曲:PENICILLIN、編曲:PENICILLIN
1stシングルのライブバージョン。
3. CRASH (No Vocal Edition) (4:45)
作詞:HAKUEI、作曲:PENICILLIN、編曲:PENICILLIN&重盛美晴

## 収録アルバム
- Ultimate Velocity（1998年10月21日）【#1（アルバムバージョン）】
- THIS IS PENICILLIN 1994-1999（1999年10月6日）【#1（上記のアルバムバージョンでの収録）】
- SINGLES（2001年2月21日）【#1（シングルバージョン）】
- 20th Anniversary Member Selection Best PHOENIX STAR（2012年12月5日）【#1】
- 30-Thirty-Universe（2023年2月1日）【#1】